# Отрадненське сільське поселення (Чамзінський район)
Отра́дненське сільське поселення (рос. Отрадненское сельское поселение) — муніципальне утворення у складі Чамзінського району Мордовії, Росія. Адміністративний центр — село Отрадне.

## Історія
Станом на 2002 рік існували Кульмінська сільська рада (села Кульміно, Маколово, селище Маколовські Виселки) та Отрадненська сільська рада (села Кочкуші, Отрадне).
24 квітня 2019 року було ліквідовано Кульмінське сільське поселення, його територія увійшла до складу Отрадненського сільського поселення.

## Населення
Населення — 988 осіб (2019, 890 у 2010, 1002 у 2002).

## Склад
До складу поселення входять такі населені пункти:
| Населений пункт             | Населення, осіб (2002) | Населення, осіб (2010) |
| --------------------------- | ---------------------- | ---------------------- |
| Кочкуші, присілок           | 73                     | 72                     |
| Кульміно, село              | 331                    | 290                    |
| Маколово, село              | 88                     | 69                     |
| Маколовські Виселки, селище | 2                      | 0                      |
| Отрадне, село               | 508                    | 459                    |